# 첸저링
《첸저링》(영어: The Changeling)은 1980년 공개된 캐나다의 초자연 공포 영화이다.
이 영화는 1980년 3월 26일 텍사스주 댈러스에서 열린 미국 영화제에서 전 세계 최초로 상영되었으며 이틀 후 캐나다와 미국에서 동시에 개봉되었다. 긍정적인 비평을 받았으며, 국제적으로 큰 성공을 거둔 초기 캐나다 제작 영화였다. 이 영화는 1980년 제1회 지니상에서 작품상을 포함해 8개 부문을 수상했으며 새턴상에서 두 부문에 후보로 올랐다. 컬트 영화로 여겨지며, 역대 가장 영향력 있는 캐나다 영화 중 하나로도 간주된다.

## 줄거리
뉴욕 작곡가 존 러셀은 아내와 딸과 함께 업스테이트 뉴욕에서 휴가를 보내던 중 불의의 사고로 가족을 잃는다. 큰 충격에 휩싸인 그는 시애틀로 이사하여, 지역사 협회 중개인 클레어를 통해 12년 동안 비어 있던 저택을 임대한다. 이사 후 그는 매일 아침 반복되는 소음, 갑자기 켜지는 수도꼭지, 욕조에서 나타나는 익사한 소년의 유령 등 기이한 현상들을 겪기 시작한다.
존은 우연히 숨겨진 다락방에서 오래된 음악상자를 발견하고, 여기에서 흘러나오는 음악이 자신이 아래층에서 녹음하던 피아노 선율과 똑같다는 것을 알게 된다. 존은 클레어와 저택의 역사를 조사하며 영혼의 정체가 1909년 집 앞에서 교통 사고로 죽은 어린 소녀라고 생각하지만 교령회를 통해 실은 조지프 카마이클이라는 소년임을 알게 된다.
병약했던 조지프는 할아버지로부터 거액의 유산을 받았는데, 21살을 넘겨 생존할 확률이 희박하자 유산을 확보하려는 아버지 리처드에 의해 1906년 계획 살해당했다. 리처드는 고아원에서 데려온 다른 아이를 조지프로 가장해 치료 명목으로 유럽으로 데려갔고, 18살이 됐을 때 돌아와 완치된 것처럼 꾸몄던 것이다. 현재 그 아이는 유력한 상원 의원이자 지역사 협회의 주요 후원자가 되어 있었다.
존은 과거 카마이클 가문의 소유였던 땅에 세워진 이 집의 우물 안에 조지프의 시신이 유기되었다고 믿고, 조사를 계속하다가 어린 아이의 유골과 유아 세례 메달을 발견한다. 그는 상원 의원과 만나 진실을 밝히려 하지만 저지당한다. 상원 의원은 메달이 자신이 리처드에게 받았던 메달과 동일한 것임을 깨닫고 혼란스러워 한다. 협회는 존의 대여 계약을 취소시키고, 클레어를 해고한다. 존을 협박하려던 경찰은 불가해한 교통 사고로 사망한다. 
상원 의원은 존의 접견을 허락하고 존은 그에게 진실을 알려주지만, 상원 의원은 리처드의 살인을 부인한다. 존은 세례 메달과 교령회 녹음본을 남기고 떠난다. 한편 존을 걱정해 찾아온 클레어는 조지프의 휠체어에게 쫓기다 계단에서 떨어진다. 집이 흔들리고 불이 붙는 와중에 존은 조지프의 유령을 달래려 하지만 실패하고 2층에서 추락한다. 동시에, 두 세례 메달을 비교하던 상원 의원은 진실을 깨닫고 무아지경 상태가 되어 아버지의 초상화를 바라본다. 상원 의원의 영체는 불타는 저택의 계단을 올라 조지프의 방으로 향한다. 클레어는 존을 구출하고, 상원 의원은 과거의 살인 장면을 환영으로 목격하다가 치명적인 심근 경색을 겪고 응급차에 실려간다. 
다음 날 저택 폐허 속에는 조지프의 불탄 휠체어가 남겨져 있고 음악상자에서는 자장가가 흘러나온다. 

## 출연진
- 조지 C. 스콧 - 존 러셀 역
- 트리시 밴더비어 - 클레어 노먼 역
- 멜빈 더글러스 - 조지프 카마이클 시니어 역
- 존 컬리코스 - 디윗 역
- 진 마시 - 조애나 러셀 역
- 배리 모스
- 매들린 셔우드
- 프랜시스 하일런드
- 로버타 맥스웰
- J. 케네스 캠벨
- 테런스 켈리
- 앤토니아 레이
- 루이 조리치

## 기타 제작진
- 배역: 바버라 클레이먼, 제리 윈저
- 미술: 트레버 윌리엄스
- 의상: 로버타 와이너